# Eduardo Egüez
Eduardo Egüez (Buenos Aires, 1959) è un chitarrista suonatore di liuto e tiorba argentino.

## Biografia
È famoso per le sue interpretazioni di J. S. Bach.
Ha iniziato a studiare chitarra con Eduardo Fernández e con Miguel Angel Girollet. Poi si è perfezionato all'Università Cattolica Argentina.
Nel 1995 ha conseguito il diploma di liuto presso la Schola Cantorum Basiliensis, sotto la direzione di Hopkinson Smith.
Insegna liuto e basso continuo presso il Conservatorio di Zurigo.

## Spettacoli "dal vivo"
Eduardo Egüez si è esibito numerose volte come solista in Sud America, Europa, Australia e Giappone. Ha ricevuto diversi premi: dalla  Promociones musicales a Buenos Aires, nel 1984; Círculo guitarrístico argentino a Buenos Aires, 1984; al Concorso internazionale di chitarra a Parigi (Radio France), 1986; al quinto Concursus Internacional de Guitarra (Fondazione Jacinto e Inocencio Guerrero) a Madrid, nel 1989.
Ha anche suonato come basso continuo, come membro di alcuni gruppi internazionali di musica strumentale:
Ensemble Elyma, Hespèrion XXI, Ensemble Baroque de Limoges, La Grande Écurie et la Chambre du Roy, Aurora, Concerto Italiano, Labyrinto, The Rare Fruits Council, Café Zimmermann, Les Sacqueboutiers, Ricercar Consort, Stylus Phantasticus, ed il suo gruppo La Chimera.

Ha inoltre accompagnato artisti come Furio Zanasi, Emma Kirkby, Maria Cristina Kiehr, Rolf Lislevand, Victor Torres, fra gli altri.

## Registrazioni
Eduardo Egüez ha registrato per numerose case discografiche: Astrée Auvidis, Astrée ingenuo, Arcana, Glossa musica, K617, Opus 111, Alia Vox, E Lucevan le Stelle, Stradivari, Symphonia, Alpha Records, Ambroisie, Naxos Records, flora, mirare, Accent Records, Harmonia Mundi France.
In qualità  di solista ha inciso "Tombeau" con opere di Silvius Leopold Weiss (E lucevan le stelle), l'intera opera per liuto di J. S. Bach (M.A. Recordings) e "le maître du Roi" con opere di Robert de Visée (anche qui M.A. Recordings).
Con il suo ensemble la Chimera, ha inciso per l'etichetta M.A. Recordings "Buenos Aires Madrigal" (fusione dei primi madrigali italiani e Tango argentino) e "tonos y tonadas" (fusione dei primi spagnoli "Tono humano" e musica folk dell'America Latina).

## Discografia selezionata
- Amarante Céline Scheen, soprano; Philippe Pierlot, viola da gamba; Eduardo Egüez, lute. Flora 2010[4]
- Odisea Negra - musica degli schiavi nel XVII° secolo.  Ablaye Cissoko (griot, Senegal), Ivan García (tenore, Venezuela). Composizione di Martínez Compañón, Gaspar Fernandes (1565-1629), Miguel Matamoros, Carmito Gamboa, Gilberto Valdés.

Lettura dei poemi di Nicolás Guillén (Cuba) e di Manuel del Cabral (Repubblica Dominicana). Edito da Naïve Records Novembre 2011.